# Shivaji Nagar
Shivaji Nagar es una  ciudad censal situada en el distrito de Chandrapur en el estado de Maharashtra (India). Su población es de 13877 habitantes (2011).

## Demografía
Según el censo de 2011 la población de Shivaji Nagar era de 13877 habitantes, de los cuales 7312 eran hombres y 6565 eran mujeres. Shivaji Nagar tiene una tasa media de alfabetización del 83,63%, superior a la media estatal del 82,34%: la alfabetización masculina es del 90,49%, y la alfabetización femenina del 76,03%.